# Bouresse
Bouresse är en kommun i departementet Vienne i regionen Nouvelle-Aquitaine i västra Frankrike. Kommunen ligger i kantonen Lussac-les-Châteaux som tillhör arrondissementet Montmorillon. År 2022 hade Bouresse 623 invånare.

## Befolkningsutveckling
Antalet invånare i kommunen Bouresse
| Referens: INSEE |